# National Register of Historic Places in Idaho

Karte der Countys von Idaho und Verteilung der NRHP-Einträge

Diese Tabelle enthält alle Listen, in denen die Einträge im National Register of Historic Places in den 44 Countys des US-amerikanischen Bundesstaates Idaho aufgeführt sind:

## Anzahl der Objekte nach County
| Der Boise River Diversion Dam bei Barber im Ada County | \| \| County \| Liste der Einträge in das NRHP im County \| Anzahl \| \| ----- \| ------------ \| ---------------------------------------- \| ------- \| \| 1 \| Ada \| NRHP-Einträge im Ada County \| 173 \| \| 2 \| Adams County \| NRHP-Einträge im Adams County \| 8 \| \| 3 \| Bannock \| NRHP-Einträge im Bannock County \| 29 \| \| 4 \| Bear Lake \| NRHP-Einträge im Bear Lake County \| 100 \| \| 5 \| Brooke \| NRHP-Einträge im Benewah County \| 8 \| \| 6 \| Bingham \| NRHP-Einträge im Bingham County \| 18 \| \| 7 \| Blaine \| NRHP-Einträge im Blaine County \| 24 \| \| 8 \| Boise \| NRHP-Einträge im Boise County \| 4 \| \| 9 \| Bonner \| NRHP-Einträge im Bonner County \| 17 \| \| 10 \| Bonneville \| NRHP-Einträge im Bonneville County \| 34 \| \| 11 \| Boundary \| NRHP-Einträge im Boundary County \| 8 \| \| 12 \| Butte \| NRHP-Einträge im Butte County \| 4 \| \| 13 \| Camas \| NRHP-Einträge im Camas County \| 1 \| \| 14 \| Canyon \| NRHP-Einträge im Canyon County \| 49 \| \| 15 \| Caribou \| NRHP-Einträge im Caribou County \| 8 \| \| 16 \| Cassia \| NRHP-Einträge im Cassia County \| 7 \| \| 17 \| Clark \| NRHP-Einträge im Clark County \| 4 \| \| 18 \| Clearwater \| NRHP-Einträge im Clearwater County \| 10 \| \| 19 \| Custer \| NRHP-Einträge im Custer County \| 38 \| \| 20 \| Kanawha \| NRHP-Einträge im Elmore County \| 24 \| \| 21 \| Franklin \| NRHP-Einträge im Franklin County \| 10 \| \| 22 \| Fremont \| NRHP-Einträge im Fremont County \| 13 \| \| 23 \| Logan \| NRHP-Einträge im Gem County \| 13 \| \| 24 \| Gooding \| NRHP-Einträge im Gooding County \| 14 \| \| 25 \| Idaho \| NRHP-Einträge im Idaho County \| 41 \| \| 26 \| Jefferson \| NRHP-Einträge im Jefferson County \| 6 \| \| 27 \| Jerome \| NRHP-Einträge im Jerome County \| 69 \| \| 28 \| Kootenai \| NRHP-Einträge im Kootenai County \| 45 \| \| 29 \| Latah \| NRHP-Einträge im Latah County \| 47 \| \| 30 \| Lemhi \| NRHP-Einträge im Lemhi County \| 7 \| \| 31 \| Lewis \| NRHP-Einträge im Lewis County \| 5 \| \| 32 \| Lincoln \| NRHP-Einträge im Lincoln County \| 42 \| \| 33 \| Madison \| NRHP-Einträge im Madison County \| 4 \| \| 34 \| Minidoka \| NRHP-Einträge im Minidoka County \| 4 \| \| 35 \| Nez Perce \| NRHP-Einträge im Nez Perce County \| 44 \| \| 36 \| Oneida \| NRHP-Einträge im Oneida County \| 7 \| \| 37 \| Owyhee \| NRHP-Einträge im Owyhee County \| 14 \| \| 38 \| Payette \| NRHP-Einträge im Payette County \| 15 \| \| 39 \| Power \| NRHP-Einträge im Power County \| 14 \| \| 40 \| Shoshone \| NRHP-Einträge im Shoshone County \| 25 \| \| 41 \| Teton \| NRHP-Einträge im Teton County \| 5 \| \| 42 \| Twin Falls \| NRHP-Einträge im Twin Falls County \| 42 \| \| 43 \| Valley \| NRHP-Einträge im Valley County \| 26 \| \| 44 \| Washington \| NRHP-Einträge im Washington County \| 30 \| \| Summe \| Summe \| Summe \| 1.110 1 \| |                                          |         |
|                                                        | County | Liste der Einträge in das NRHP im County | Anzahl  |
| 1                                                      | Ada | NRHP-Einträge im Ada County              | 173     |
| 2                                                      | Adams County | NRHP-Einträge im Adams County            | 8       |
| 3                                                      | Bannock | NRHP-Einträge im Bannock County          | 29      |
| 4                                                      | Bear Lake | NRHP-Einträge im Bear Lake County        | 100     |
| 5                                                      | Brooke | NRHP-Einträge im Benewah County          | 8       |
| 6                                                      | Bingham | NRHP-Einträge im Bingham County          | 18      |
| 7                                                      | Blaine | NRHP-Einträge im Blaine County           | 24      |
| 8                                                      | Boise | NRHP-Einträge im Boise County            | 4       |
| 9                                                      | Bonner | NRHP-Einträge im Bonner County           | 17      |
| 10                                                     | Bonneville | NRHP-Einträge im Bonneville County       | 34      |
| 11                                                     | Boundary | NRHP-Einträge im Boundary County         | 8       |
| 12                                                     | Butte | NRHP-Einträge im Butte County            | 4       |
| 13                                                     | Camas | NRHP-Einträge im Camas County            | 1       |
| 14                                                     | Canyon | NRHP-Einträge im Canyon County           | 49      |
| 15                                                     | Caribou | NRHP-Einträge im Caribou County          | 8       |
| 16                                                     | Cassia | NRHP-Einträge im Cassia County           | 7       |
| 17                                                     | Clark | NRHP-Einträge im Clark County            | 4       |
| 18                                                     | Clearwater | NRHP-Einträge im Clearwater County       | 10      |
| 19                                                     | Custer | NRHP-Einträge im Custer County           | 38      |
| 20                                                     | Kanawha | NRHP-Einträge im Elmore County           | 24      |
| 21                                                     | Franklin | NRHP-Einträge im Franklin County         | 10      |
| 22                                                     | Fremont | NRHP-Einträge im Fremont County          | 13      |
| 23                                                     | Logan | NRHP-Einträge im Gem County              | 13      |
| 24                                                     | Gooding | NRHP-Einträge im Gooding County          | 14      |
| 25                                                     | Idaho | NRHP-Einträge im Idaho County            | 41      |
| 26                                                     | Jefferson | NRHP-Einträge im Jefferson County        | 6       |
| 27                                                     | Jerome | NRHP-Einträge im Jerome County           | 69      |
| 28                                                     | Kootenai | NRHP-Einträge im Kootenai County         | 45      |
| 29                                                     | Latah | NRHP-Einträge im Latah County            | 47      |
| 30                                                     | Lemhi | NRHP-Einträge im Lemhi County            | 7       |
| 31                                                     | Lewis | NRHP-Einträge im Lewis County            | 5       |
| 32                                                     | Lincoln | NRHP-Einträge im Lincoln County          | 42      |
| 33                                                     | Madison | NRHP-Einträge im Madison County          | 4       |
| 34                                                     | Minidoka | NRHP-Einträge im Minidoka County         | 4       |
| 35                                                     | Nez Perce | NRHP-Einträge im Nez Perce County        | 44      |
| 36                                                     | Oneida | NRHP-Einträge im Oneida County           | 7       |
| 37                                                     | Owyhee | NRHP-Einträge im Owyhee County           | 14      |
| 38                                                     | Payette | NRHP-Einträge im Payette County          | 15      |
| 39                                                     | Power | NRHP-Einträge im Power County            | 14      |
| 40                                                     | Shoshone | NRHP-Einträge im Shoshone County         | 25      |
| 41                                                     | Teton | NRHP-Einträge im Teton County            | 5       |
| 42                                                     | Twin Falls | NRHP-Einträge im Twin Falls County       | 42      |
| 43                                                     | Valley | NRHP-Einträge im Valley County           | 26      |
| 44                                                     | Washington | NRHP-Einträge im Washington County       | 30      |
| Summe                                                  | Summe | Summe                                    | 1.110 1 |